# Yuri Illichev
Yuri Petrovich Ilichev (en russe : Юрий Петрович Ильичев) (né le 8 décembre 1927 à Moscou où il meurt le 10 février 1988) est un joueur et entraîneur soviétique (russe) de football.

## Biographie
Peu de choses sont connues sur lui, pourtant il est l'un des entraîneurs qui a travaillé en dehors du Rideau de Fer.
Possédant un doctorat dans les sciences du sport, il est nommé pendant cinq ans (1960-1965) comme entraîneur du Spartak Kostroma. Il travailla en Bulgarie, en RDA et en Pologne en tant que professeur d'EPS. 
En 1969, la Fédération d'Irak de football le nomma le sélectionneur de l'équipe première, de l'équipe militaire et des jeunes. Pendant deux ans, il dirige cette équipe, mais après une défaite contre le Liban (1-0) dans les qualifications des JO 1972, puis il retourna à Moscou comme professeur à l'Institut central et étatique de la culture physique.
En 1973, après un accord entre le consul soviétique en Islande et les autorités islandaises, il arrive en Islande, pour diriger Valur Reykjavík. Cependant en 1974, les autorités soviétiques lui demandent de revenir à Moscou, où il enseigne l'EPS. Il retourne en Islande en 1976 pour diriger son ancienne équipe pendant deux ans, puis il dirige en 1978-1979 la sélection islandaise et en même temps le club de Víkingur Reykjavík.